# Elysian encounter
Elysian encounter is het tweede studioalbum van Baker Gurvitz Army.
Volgens de informatie op het album werd het opgenomen in de Island Studios in Londen. Het afmixen vond plaats in de Trident Studios en Advision. Adrian Gurvitz en Ginger Baker traden op als muziekproducent, overigens samen met geluidstechnicus Anton Matthews. De band was inmiddels uitgegroeid tot een vijftal. De zanger Stephen W. Parsons kwam vanaf de zomer van 1975 zingen en ook toetsenist Peter Lemer kwam de gelederen versterken. De band had inmiddels in Engeland onderdak gevonden bij Mountain Records, waar ook Nazareth en Sensational Alex Harvey Band hun platen opnamen. Voor de rest van de wereld werd het uitgebracht door Vertigo Records en Atco Records (Verenigde Staten en Canada). De hoes was weer afkomstig van Joe Petagno.
Het album is een voortzetting van de ingeslagen weg van het debuutalbum met haar hardrock, alhoewel er bij dit album achteraf iets meer invloeden uit de progressieve rock waarneembaar waren, aldus Progarchives en Antonie Deelen in IO Pages 158 (juli 2019). 

## Musici
- Stephen W. Parsons – zang (alle tracks behalve 3 en 6)
- Adrian Gurvitz – zang (3 en 6), gitaar
- Paul Gurvitz – basgitaar
- Peter Lemer – toetsinstrumenten
- Ginger Baker – drumstel, percussie

## Muziek
| Nr. | Titel                                  | Duur |
| --- | -------------------------------------- | ---- |
| 1.  | People (Adrian Gurvitz, Ginger Baker)  | 4:13 |
| 2.  | The key (Adrian Gurvitz, Ginger Baker) | 6:21 |
| 3.  | Time (Adrian Gurvitz)                  | 4:03 |
| 4.  | The gambler (Adrian Gurvitz)           | 4:20 |

| Nr. | Titel                                                    | Duur |
| --- | -------------------------------------------------------- | ---- |
| 1.  | The dreamer (Adrian Gurvitz)                             | 3:38 |
| 2.  | Remember (Adrian Gurvitz, Ginger Baker)                  | 5;23 |
| 3.  | The artist (Adrian Gurvitz)                              | 5:10 |
| 4.  | The hustler (Adrian Gurvitz, Paul Gurvitz, Ginger Baker) | 6:42 |

## Nasleep
Ook de singles Space machine/The dreamer en The gambler/Time konden het album niet vlottrekken in de commerciële wereld. Het uitblijven van dat succes leidde ertoe dat Peter Lemer na dit album alweer vertrok. OOR's Pop-encyclopedie (versie 1977) schreef dat voornamelijk toe aan het ontbreken van kwaliteit en vernieuwing; het gaf de band al geen eigen lemma meer; het werd een voetnoot in de geschiedenis van Ginger Baker. Het album kreeg desondanks regelmatig heruitgaven bij retrolabels, zoals in 2011 en 2019 via Esoteric Recordings.

## Live in Derby 75
Er volgde een promotietournee waarbij circa twintig Britse zalen werd aangedaan. Het concert van 21 oktober 1975 in de Kings Hall in Derby werd opgenomen vermoedelijk voor een radio-uitzending. In 2005 werd na toestemming van Paul Gurvitz door het platenlabel Major League Productions (MLP, gespecialiseerd in liveopnamen) een compact disc van (een deel van) het concert uitgegeven. De bezetting is gelijk aan het studioalbum. Uit de opnamen blijkt dat de (muziek van de) band toch vooral onbekend is gebleven. Opvallend is de vertolking van White Room van Cream, de eerdere band van Baker en de verplichte drumsolo van diezelfde Baker.
Tracks:  1: The hustler (9:09), 2: Space machine (6:52), 3: Remember (10:19), 4: White room (3:51), 5: Neon lights (5:12), 6: Inside of me (7:18), 7: Memory Lane (4:46), 8: Sunrise of your love (2:33), 9: The artist (8:12), 10: Freedom (6:43), 11: Time (5:22) en 12: Going to heaven (9:45).    